# Lamine Fomba
Lamine Fomba, né le 26 janvier 1998 à Rosny-sous-Bois en France, est un footballeur français qui évolue au poste de milieu défensif au Servette FC.

## Biographie
Né à Rosny-sous-Bois en région parisienne, Lamine Fomba est binational franco-malien.

### AJ Auxerre
Lamine Fomba est formé à l'AJ Auxerre, club qu'il rejoint en 2011. Il signe son premier contrat professionnel à tout juste 18 ans, le 13 mars 2016. Le 20 septembre de la même année, lors de la 8e journée de la saison 2016-2017, Fomba joue son premier match avec l'équipe première contre l'AC Ajaccio. Il entre en jeu à la place de Stéphane Sparagna ce jour-là et son équipe s'incline par deux buts à zéro.
Il ne fait pas beaucoup d'apparitions avec le groupe professionnel jusqu'en avril 2018 où il s'installe petit à petit dans l'équipe. C'est lors de la saison 2018-2019 qu'il devient titulaire. Il inscrit son premier but avec les professionnels le 3 août 2018 lors de la deuxième journée face au Gazélec d'Ajaccio. Lors de cette rencontre, il est titulaire mais son équipe s'incline (2-3). Le 17 août 2018, Fomba marque son deuxième but, contre l'AS Nancy-Lorraine en championnat. Il donne la victoire à son équipe en étant l'unique buteur de la rencontre.

### Nîmes Olympique
Convoité par plusieurs clubs, il prend la décision de rejoindre le Nîmes Olympique, évoluant en Ligue 1 Conforama. Il signe contre une indemnité de transfert proche de 4 millions d'euros, assortie de bonus. Le transfert est officialisé le 20 août 2019, Fomba s'engageant pour quatre ans avec Nîmes. 
Il joue son premier match pour Nîmes et en Ligue 1 le 25 août 2019 lors de la troisième journée de la saison 2019-2020 face à l'AS Monaco. Il est titulaire lors de cette partie et les deux équipes font match nul (2-2).
Le 9 mai 2021, Fomba inscrit son premier but pour le Nîmes Olympique, lors d'une rencontre de championnat face au FC Metz. Titulaire, il participe à la victoire de son équipe par trois buts à zéro.
Fomba ne peut éviter la relégation de son club en deuxième division à l'issue de la saison 2020-2021. Après deux saisons en Ligue 1, il retrouve donc la Ligue 2 avec le Nîmes Olympique.

### AS Saint-Étienne
Le 28 janvier 2023, lors du mercato hivernal, Lamine Fomba rejoint l'AS Saint-Etienne. Il signe un contrat courant jusqu'en juin 2025. Arrivé en cours de saison à l'AS Saint-Étienne, il est un membre important de l'équipe, disputant un total de 16 matchs jusqu'à l'issue de la saison 2022-2023.

### Servette FC (2025-)
Le 25 juillet 2025, Fomba signe un contrat de trois ans avec le Servette FC.

### En sélection nationale
Lamine Fomba représente les moins de 18 ans entre 2015 et 2016.

## Statistiques
| Saison                | Club                  | Championnat           | Championnat | Championnat | Coupe(s) nationale(s) | Coupe(s) nationale(s) | Play-offs | Play-offs | Total | Total |
| Saison                | Club                  | Division              | M.          | B.          | M.                    | B.                    | M.        | B.        | M.    | B.    |
| 2016-2017             | AJ Auxerre            | Ligue 2               | 2           | 0           | -                     | -                     | -         | -         | 2     | 0     |
| 2017-2018             | AJ Auxerre            | Ligue 2               | 6           | 0           | -                     | -                     | -         | -         | 6     | 0     |
| 2018-2019             | AJ Auxerre            | Ligue 2               | 28          | 3           | 2                     | 0                     | -         | -         | 30    | 3     |
| 2019-2020             | AJ Auxerre            | Ligue 2               | 2           | 0           | -                     | -                     | -         | -         | 2     | 0     |
| Sous-total            | Sous-total            | Sous-total            | 38          | 3           | 2                     | 0                     | -         | -         | 40    | 3     |
| 2019-2020             | Nîmes Olympique       | Ligue 1               | 20          | 0           | 1                     | 0                     | -         | -         | 21    | 0     |
| 2020-2021             | Nîmes Olympique       | Ligue 1               | 32          | 1           | 1                     | 0                     | -         | -         | 33    | 1     |
| 2021-2022             | Nîmes Olympique       | Ligue 2               | 34          | 2           | 2                     | 0                     | -         | -         | 36    | 2     |
| 2022-2023             | Nîmes Olympique       | Ligue 2               | 18          | 1           | 2                     | 0                     | -         | -         | 20    | 1     |
| Sous-total            | Sous-total            | Sous-total            | 104         | 4           | 6                     | 0                     | -         | -         | 110   | 4     |
| 2022-2023             | AS Saint-Étienne      | Ligue 2               | 16          | 0           | -                     | -                     | -         | -         | 16    | 0     |
| 2023-2024             | AS Saint-Étienne      | Ligue 2               | 28          | 0           | 2                     | 0                     | 2         | 0         | 32    | 0     |
| 2024-2025             | AS Saint-Étienne      | Ligue 1               | 7           | 0           | -                     | -                     | -         | -         | 7     | 0     |
| Sous-total            | Sous-total            | Sous-total            | 51          | 0           | 2                     | 0                     | 2         | 0         | 55    | 0     |
| Total sur la carrière | Total sur la carrière | Total sur la carrière | 193         | 7           | 10                    | 0                     | 2         | 0         | 205   | 7     |

## Vie personnelle
Natif de Rosny-sous-Bois, Lamine Fomba possède des origines maliennes.